# Jacques Landry
Pour les articles homonymes, voir Landry.
Jacques Landry (né le 4 décembre 1969 à Saskatoon en Saskatchewan) est un coureur cycliste et entraîneur canadien.

## Biographie
Jacques Landry commence le cyclisme en 1984, en catégorie cadet. Durant ses deux premières années en catégorie junior, il est champion de Québec du contre-la-montre. Il devient ensuite champion du Canada sur route et de poursuite par équipes de la catégorie junior. Il est désigné athlète québécois junior de l'année.
En 1988, il passe en catégorie sénior. Il remporte les trois championnats de Québec en cyclisme sur route : contre-la-montre, course en ligne et course par équipes. Il est huitième du Tour de Beauce et fait partie de la sélection canadienne qui dispute le Grand Prix des Amériques, aux côtés de nombreux professionnels. En 1990, il est champion du Canada du contre-la-montre par équipes.
En 1991, il dispute le contre-la-montre par équipes des championnats du monde sur route. En 1992, il rejoint une équipe française afin de courir en Europe. Il y gagne une étape du Tour des régions italiennes et se classe 23e de la Semaine bergamasque. Ces résultats lui permettent de participer aux Jeux olympiques de Barcelone, où il prend la 62e place de la course sur route.
Durant les années suivantes, il gagne notamment le Circuit des régions flamandes en 1993, le Grand Prix des Nations amateurs et le Tour de Beauce en 1994, et une étape du Tour Nord-Isère en 1996. Il est cinquième du Tour des régions italiennes en 1994, neuvième du Tour du Vaucluse en 1993. Il dispute les deux premiers championnats du monde du contre-la-montre, en 1994 et 1995. En 1996, il participe aux Jeux olympiques d'Atlanta et se classe 66e de la course en ligne, que disputent désormais les professionnels.
Après la fin de sa carrière de coureur en 1998, Jacques Landry devient entraîneur. De 1998 à 2003, il est entraîneur national sur route pour l'Association cycliste canadienne. Il entraîne l'équipe de Nouvelle-Zélande sur route de 2004 à 2008, ainsi que les équipes de poursuite individuelle et par équipes de ce pays en 2008. Il est ensuite devenu directeur de la haute performance et entraîneur en chef à Cyclisme Canada. En 2012, il est intronisé au Temple de la renommée du cyclisme québécois. 
Entre 2019 et 2021, il devient directeur général de la Fédération néo-zélandaise de cyclisme. En 2022, il est nommé responsable du Département de la Formation et du Développement au Centre mondial du cyclisme, à Aigle, en Suisse.

## Palmarès
- 1992
  - 5e étape du Tour des régions italiennes
  - 3e du Tour de Beauce
- 1993
  - Circuit des régions flamandes
  - 2e des Boucles guégonnaises
- 1994
  - Grand Prix des Nations amateurs
  - Tour de Beauce
- 1995
  - 3e du championnat du Canada sur route
- 1997
  - 3e du championnat du Canada du contre-la-montre
- 1998
  - 3e du championnat du Canada du contre-la-montre